# 上海市卫生局
上海市卫生局，原为负责主管上海市内公共医疗卫生和中医药发展的上海市人民政府组成部门。并加挂上海市中医药发展办公室牌子。2013年3月，上海市卫生局和上海市人口和计划生育委员会合并，组建上海市卫生和计划生育委员会。

## 机构设置

### 局机关内设机构
- 局办公室（党委办公室）
- 政策法规处（研究室）
- 干部人事处
- 规划财务处（收费管理处）
- 疾病预防控制与妇幼保健处
- 卫生应急管理办公室
- 卫生监督处
- 医政管理处（基本药物制度处）
- 医疗服务监管处
- 中医药服务监管处
- 中医药传承发展处（中医药综合协调处）
- 基层卫生处（合作医疗管理处）
- 科研与教育处
- 新闻与宣传处
- 国际医学交流与合作处
- 健康促进处
- 纪委监察室（审计室）
- 机关党委
- 医务工会（妇委会、团委）

### 下属机构
- 上海市疾病预防控制中心
- 上海市卫生局卫生监督所
- 上海市卫生局信息中心
- 上海市健康教育所
- 上海市医疗急救中心
- 上海市血液中心
- 上海市卫生人才交流服务中心（上海市卫生人才市场）
- 上海市中医文献馆